# Заслуженный врач РСФСР
Заслуженный врач РСФСР — почётное звание РСФСР. Присваивалось высокопрофессиональным врачам за заслуги в охране здоровья населения, организации и оказании лечебно-профилактической помощи с использованием в практике работы достижений медицинской науки и техники и работавшим по специальности 15 и более лет.
Установлено указом Президиума Верховного Совета РСФСР 11 января 1940 года.